# John Orchard
John Ochard (Lambeth, 15 novembre 1928 – Londra, 3 novembre 1995) è stato un attore britannico.
Nato e morto in Inghilterra, ha anche vissuto in California tra il 1963 e il 1977.
Ha iniziato la sua carriera negli anni cinquanta ed ha proseguito fino al 1985, anno in cui si ritirò dalle scene; tra i ruoli da lui interpretati vi è quello del venditore in Pomi d'ottone e manici di scopa.
È morto nel 1995 a 66 anni, per un infarto.

## Filmografia parziale

### Cinema
- Strani compagni di letto (Strange Bedfellows), regia di Melvin Frank (1965)
- Qualcuno da odiare (King Rat), regia di Bryan Forbes (1965)
- Bisbigli (The Whisperers), regia di Bryan Forbes (1967)
- Base artica Zebra (Ice Station Zebra), regia di John Sturges (1968)
- Il rivoluzionario (The Revolutionary), regia di Paul Williams (1970)
- Attacco a Rommel (Raid on Rommel), regia di Henry Hathaway (1971)
- Pomi d'ottone e manici di scopa (Bedknobs and Broomsticks), regia di Robert Stevenson (1971)
- Agente segreto al servizio di madame Sin (Madame Sin), regia di David Greene (1971)
- Quella sporca ultima notte (Capone), regia di Steve Carver (1975)
- Uno strano campione di football (Gus), regia di Vincent McEveety (1976)
- Addio vecchio West (Rustlers' Rhapsody), regia di Hugh Wilson (1985)

### Televisione
- Gli inafferrabili (The Rogues) – serie TV, episodi 1x05-1x23 (1964-1965)
- Le spie (I Spy) – serie TV, episodio 1x14 (1965)
- La grande vallata (The Big Valley) – serie TV, episodio 1x21 (1966)
- Codice Gerico (Jericho) – serie TV, episodio 1x11 (1966)
- Kronos - Sfida al passato (The Time Tunnel) – serie TV, episodio 1x16 (1966)
- Agenzia U.N.C.L.E. (The Girl from U.N.C.L.E.) – serie TV, episodio 1x29 (1967)